# Бланшонне, Арман
Арман Бланшонне (фр. Armand Blanchonnet), 23 декабря 1903 — 17 сентября 1968 — французский велогонщик, двукратный Олимпийский чемпион. Завоевал золотые медали в одиночной раздельной и командной раздельной велогонке на играх 1924 года.